# Zeeuwse haag

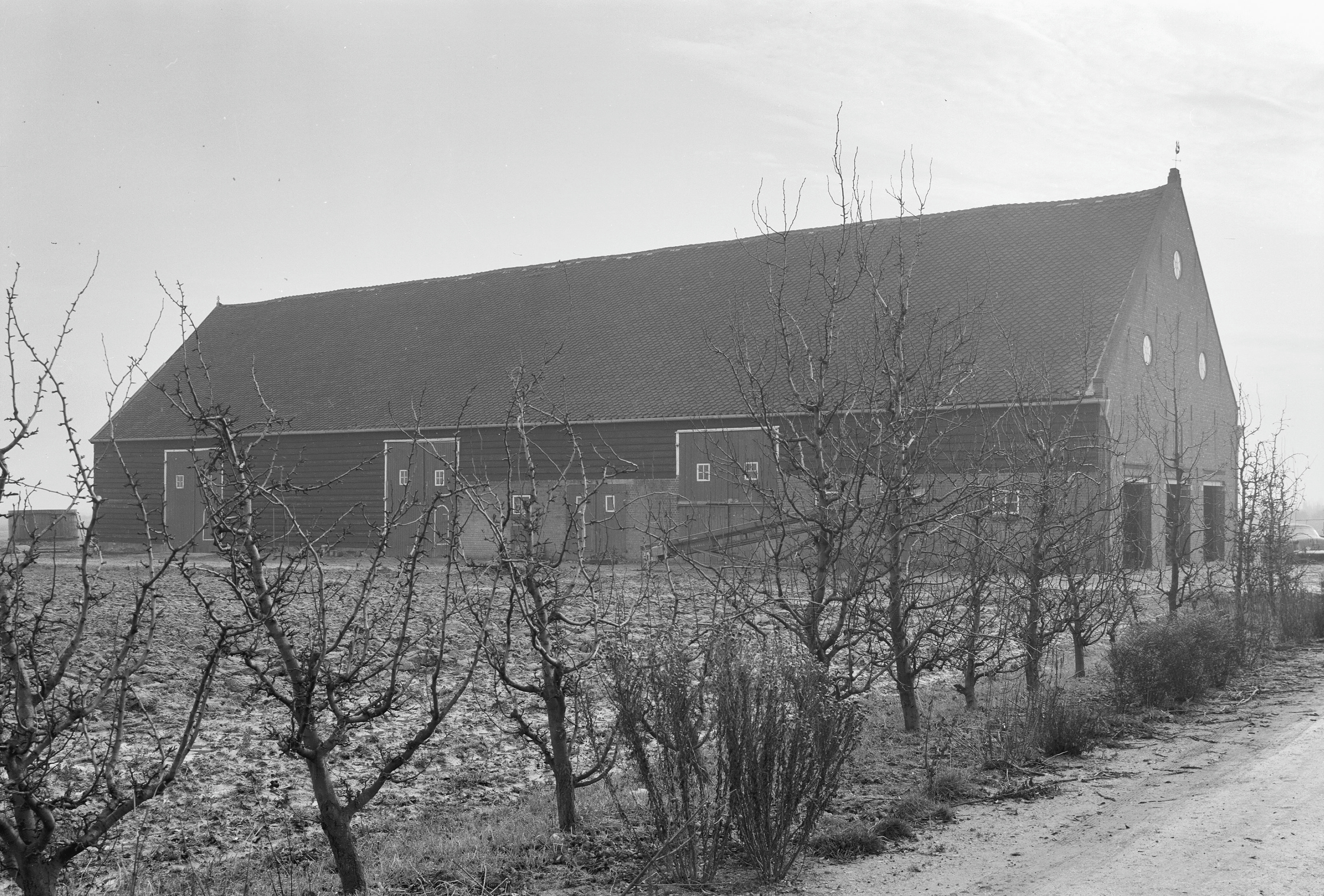
Jonge aanplant

Een Zeeuwse haag is een haag die bestaat uit 60% meidoorn, 20% sleedoorn en 20% veldesdoorn. Verder is de haag opgevuld met hondsroos, egelantier, vlier en koebraam. Vroeger werden deze hagen geplant als veekering.
Ook met soorten als Amerikaans krentenboompje, beuk, hulst of jasmijn kan de haag opgevuld worden. Het is de bedoeling om min of meer gelijk groeiende heesters door elkaar te planten, met als resultaat een afwisselende, bloeiende haag. Dit zorgt voor een plek voor vogels; niet alleen door de besdragende struiken, maar ook doordat de haag een goede schuilgelegenheid biedt tegen roofvogels en een geschikte nestgelegenheid. 
Voor het aanleggen van een Zeeuwse haag is het in Nederland mogelijk om subsidie te krijgen.

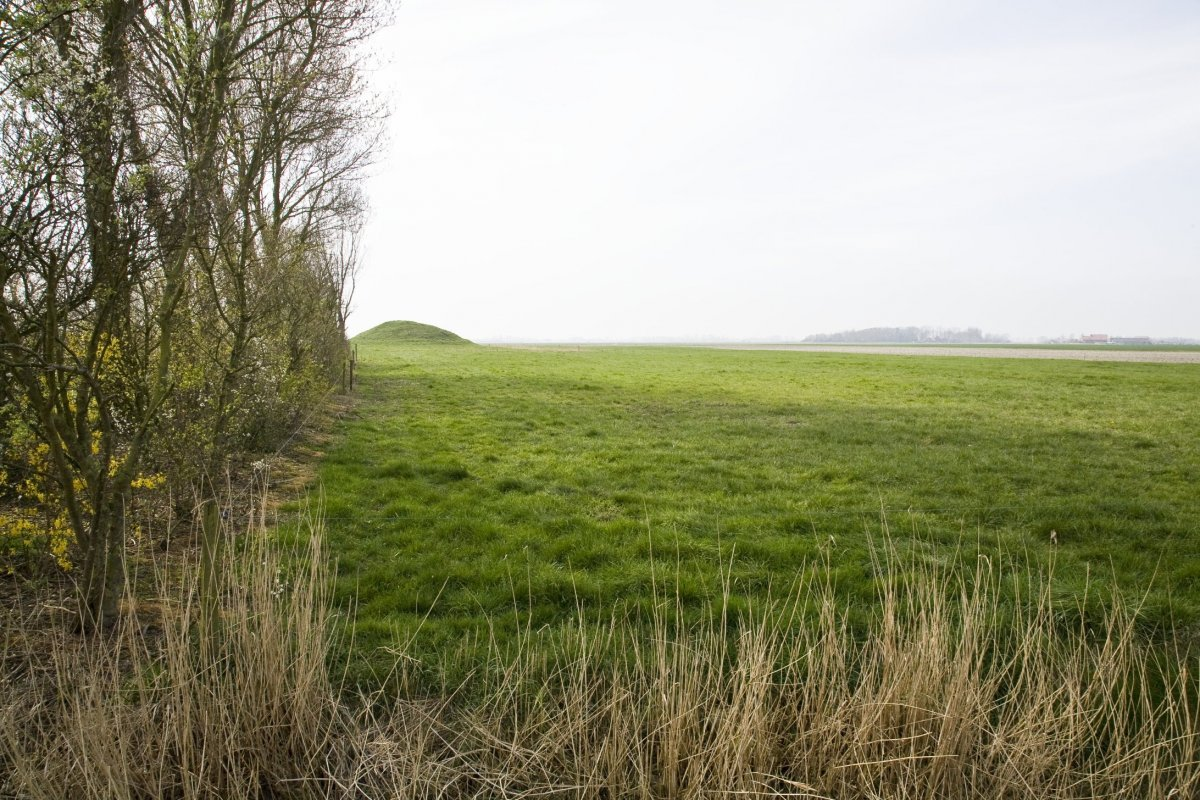
Bloeiende haag